# José Miguel del Pópolo
José Miguel «Migue» Del Pópolo (Buenos Aires, Argentina, 9 de marzo de 1987) es un músico vocalista, compositor y exlíder de la agrupación de punk pop, La Ola que quería ser Chau y de su proyecto solista Los Migues. El 12 de noviembre de 2024, Del Popolo fue condenado a 27 años de prisión por abuso sexual agravado reiterado y lesiones leves agravadas.

## Carrera
Del Pópolo comenzó su carrera en 2006 al formar con varios de sus amigos diversos proyectos y realizando presentaciones en el circuito underground de Buenos Aires. En '"La Ola..." fue cantante, compositor y guitarrista rítmico. Con esta agrupación editó dos discos de estudio, cinco EP y dos materiales en vivo. Ha colaborado y compartido escenario con artistas como Él Mató a un Policía Motorizado, El Otro Yo, Leo García, entre otros.

## Causas de abuso sexual
En abril de 2016, Del Pópolo fue acusado de abuso sexual por Mailén Frías, una joven que mantuvo una relación sentimental con el artista durante casi un año. Ella subió un video al sitio Youtube en el que narra lo que sucedió después de un concierto de La Ola que quería ser Chau. Tras las declaraciones de Mailén, Rocío Marques, bajista de La Ola que quería ser Chau y novia de Del Pópolo, subió al mismo sitio web un video filmado el mismo día y en el mismo lugar que el de Mailén en el que cuenta que sufrió maltratos por parte del cantante.
Luego de las declaraciones de las jóvenes, la corista Giuliana Bonello y el bajista Francisco Ocampo se distanciaron manifestando su apoyo a las presuntas víctimas y Del Pópolo fue denunciado por abuso sexual. Por su parte, Del Pópolo borró sus cuentas de Facebook, Twitter y otras redes sociales (tanto privadas como del grupo).
El 13 de enero de 2017 el cantante realizó un descargo por medio de la página de Facebook de la banda, contando lo sucedido y los motivos de su silencio. Además aseguró la continuidad de la banda y de sus otros proyectos musicales. En 2017 se confirmó su procesamiento y quedó a la espera de juicio.
El 12 de noviembre de 2024 fue condenado a 27 años de prisión efectiva por el delito de abuso sexual.

## Discografía

### ConLa Ola que quería ser Chau
- 2012: La fuerza del cariño
- 2016: La peste rosa

### EP
- 2010: Entre un ladrón y una beba de seis meses
- 2010: Ey bonita, gustan de vos todos mis amigos
- 2011: Películas caseras (Lado A y Lado B)
- 2011: Ojalá que este verano no nos maten
- 2014: Más copado (Simple)[9]

### En vivo
- 2015: Sonamos!
- 2015: XMF (En vivo en 'Camarón Brujo Estudio)

### ConLos Migues

#### Discos
- Pero a sus hermanos menores les fascinará (2009)
- Adán en el día de la madre (2009)
- La del medio está buena (2010)
- Haciendo dedo (2010)
- Cambiale el agua a los pancho (2012)
- Una peluca y una guitarra (2012)
- La vida eterna y el gol en contra (2013)
- No está muerto quien menea (2014)
- HOP! HOP! (2014)
- Si te digo te miento (2015)
- Me odio y quiero pastel (2016)
- Guitarra rota viajera (2017)
- Casi gracioso (2017)
- Vivamos responsablemente (2017)
- Mi sol en extinción (2017)
- Primavera valiente (2017)
- Líneas de Expresión (2018)
- Hippie (2019)
- Defectos Especiales (2020)
- Cometí el error de pensar que el Hoy era un ensayo para el Mañana (2020)
- Dicho & Hecho (2020)
- Poéticamente Correcto (2020)
- No soy vos, soy yo (2022)
- p i c a d o (2023)

#### EP
- Nuestros ídolos (2009)
- Cuíde sus pertenencias (2010)
- Dieciocho (2010)
- Hoy no trabajo (2010)
- Perdiendo pelo (2010)
- Niño Dios (2010)
- Ti amo bochini (2011)
- Mi ser humana favorita (2011)
- Vive a lo loco que lo bueno dura poco (2014)
- Gracias mami por mí (2014)
- Intentos fallídos (2015)
- Arriba de la mesa (2015)
- Hijo perdido (2015)
- Es caviar (2016)
- Hasta que lleguemos al sol (2017)
- Algo viejo (2019)
- Mi pequeña mente (2020)
- t r e s (2021)
- Club de Amigos del Caos (2021)
- pablo & pachu (2022)
- perdidos ya (VOL.1) (2023)
- perdidos ya (VOL.2) (2024)

#### Simples
- La canción del mundial (2010)
- A vos no te importa nadie (2010)
- Canción vómito (2010)
- ¡Pero que belleza! (2011)
- Iti nos vino a ver (P.F.A) (2011)
- Bombacha deportiva (2014)
- Lágrimas de robot (2014)
- Princesita solar (2015)
- Policías hablando de la Luna (2015)
- Manche el Barbijo con Vino (Simple) (2020)
- Urgente (2020)
- Caigo Parado (2022)
- Jugada Peligrosa (2022)

#### Compilaciones
- DROOPY (Lados V) (2009)
- Ladri puto! (Raresas & mala onda) (2010)
- Tocando en ‘Beto feria americana’ (2011)
- Basuritas Vol. 1 (2011)
- Hablando mal y pronto (GRANDES ÉXITOS) (2013)
- El club del sacrificio mal pago - VOL. 1 [Grabaciones 2006-2008] (2013)
- Una que no sepa nadie (Tributo a Los Migues & La Ola Que Quería Ser Chau) (2013)
- El club del sacrificio mal pago - Vol.2 [Grabaciones 2006-2008] (2013)
- Agua Bendita [Bonus Tracks] (2014)
- Las Voces Románticas de Sudamérica (SPLIT con Jimmy Dorothy) (2014)
- Basuritas Vol.2 (2015)
- GRANDES ÉXITOS 2014 (2015)
- Vivimos Lejos (SPLIT con Ignacio del Pórtico) (2015)
- Acústico en ‘Parque Centenario’ (Los Migues + Ignacio del Pórtico + Mr Mön) (2015)
- Ensayo en Río Negro (2015) [Los Migues & La Impotencia del Niño]
- Ya ni se yo ni se ya (2017)
- 69 [The Ultimate Evil Recordings # 2006-2016] (2019)